# Родалкіларит
Родалкіларит — рідкісний хлоридний мінерал-телурит із формулою H3Fe3+2(Te4+O3)4Cl або Fe2(TeO2OH)3(TeO3)Cl. Родалкіларит кристалізується в триклінній системі і зазвичай зустрічається у вигляді міцних зелених призм і інкрустацій.

## Відкриття і прояви

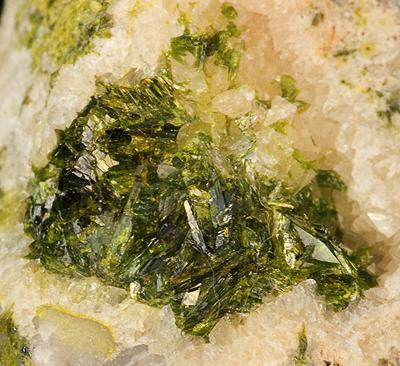
Зелені кристали родалкілариту в порожнині рожевого алуніту з Чилі

Родалкіларит вперше був описаний у 1968 році за знахідкою у родовищі золота Rodalquilar в Альмерії, Іспанія, і був названий на честь місця відкриття. Про знахідки також повідомлялося з кар'єру Венді, район Ель-Індіо-Тамбо, регіон Кокімбо в Чилі та копалень Томбстоуну, Арізона.
Прояви характерні для окислених зон золотоносних родовищ телуру. Родалкірит асоціюється з емонситом, самородним золотом, алунітом, ярозитом, кварцом, самородним телуром, макаїтом і сонораїтом.